# Чемпіонат світу з хокею з м'ячем 2019
Чемпіонат світу з хокею з м'ячем 2019 — 39-та першість світу, яка проходило з 21 січня по 2 лютого 2019 року на «Арені Венерсборг» у місті Венерсборзі, Швеція. У ньому взяла участь рекордна кількість учасників — 20 команд, серед яких дебютанти — збірні Великої Британії та Швейцарії. У турнірі А, який проходив з 26 січня по 2 лютого, команди грали попередній етап в двох підгрупах. Перші дві з підгрупи А безпосередньо виходили у півфінал, дві інші грали стикові матчі з двома найкращими командами з підгрупи В. Чотири матчі відбулися в інших містах: матч Швеція — Фінляндія пройшов на «Ale Arena» в Сурте, матч Фінляндія — Казахстан пройшов у містечку Бурос, а матчі за 5-е та 7-е місце проводилися на арені «Слеттберґсгаллен» у Тролльгеттані.
Турнір В пройшов з 21 по 25 січня в Венерсборзі і Тролльгеттані. Дві кращі команди з кожної підгрупи вийшли в півфінал. Решта розіграли в парах місця з 5-го по 12-е.

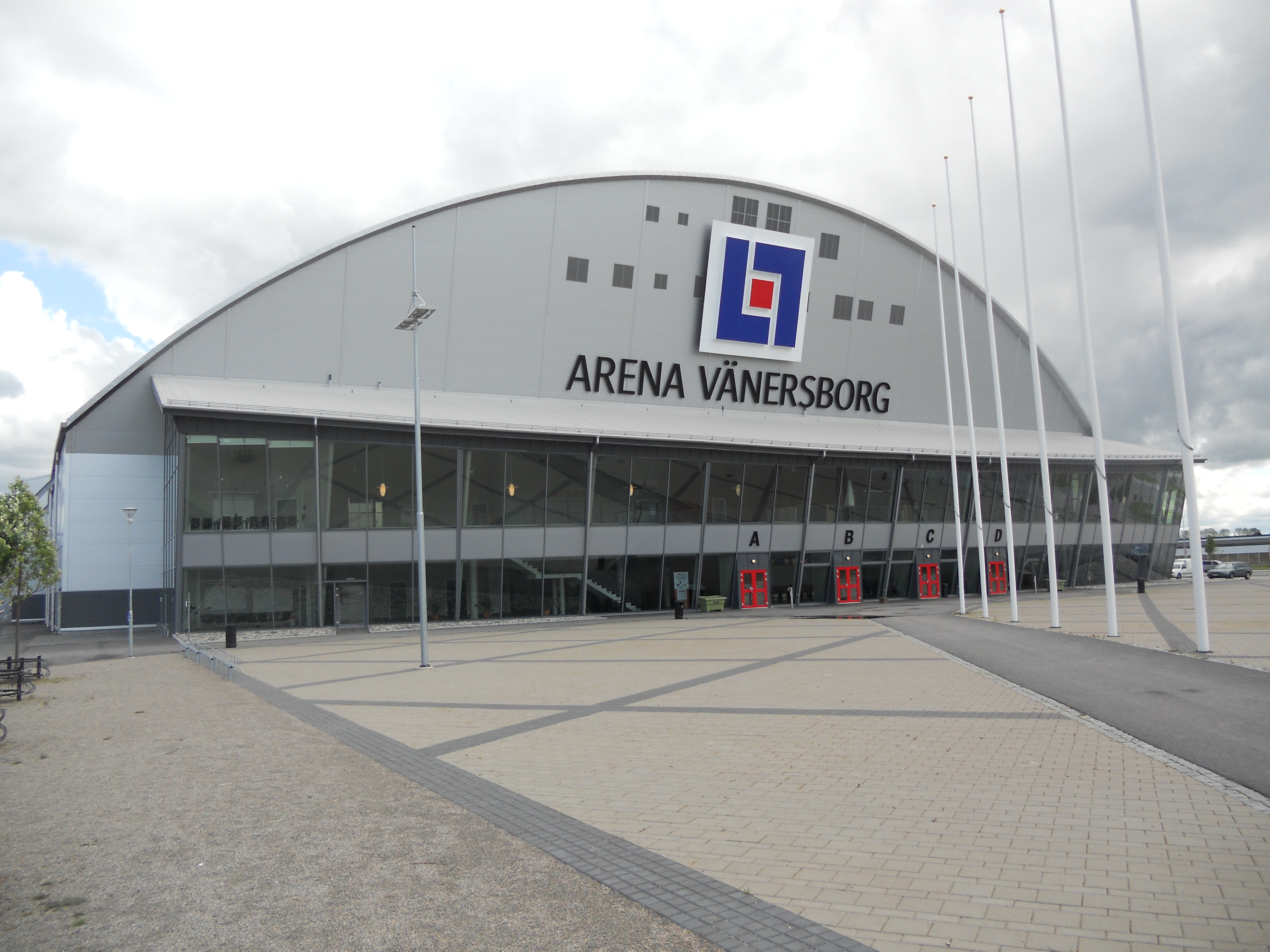
Арена Венерсборг

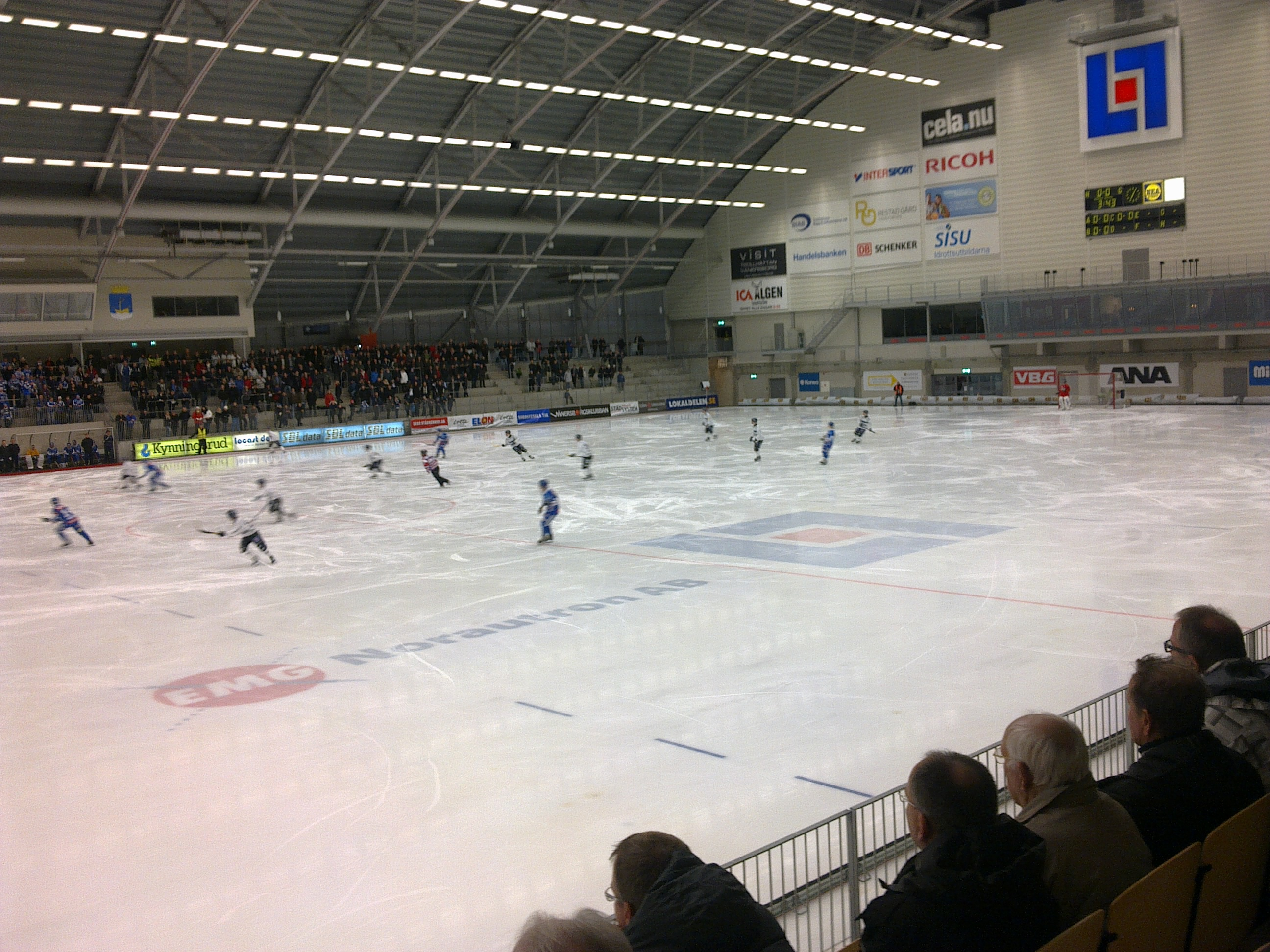
Арена Венерсборг в листопаді 2010 року

## Вибір місця проведення
Спочатку в липні 2016 року у засіданні Виконкому FIB в Чорногорії право на проведення чемпіонату світу отримав Іркутськ, при цьому, повинен був бути побудований критий стадіон. Але роботи по його будівництву ще не почалися. Рішення було переглянуто, 39-й чемпіонат пройшов у Венерсборзі, Швеція. Іркутськ зможе претендувати на проведення чемпіонату світу з хокею з м'ячем 2020 року, якщо Міжнародної федерації бенді буде дано гарантії будівництва критої льодової арени.

## Команди-учасники

### Турнір А
- Швеція
- Росія
- Фінляндія
- Казахстан
- США
- Норвегія
- Німеччина
- Нідерланди

### Турнір B
Турнір проходив у двох групах. Спочатку планувалася участь збірної Монголії, але за 10 днів до перших матчів її замінила збірна Сомалі.
Перша група
- Угорщина
- Естонія
- Україна
- Канада
- Чехія
- Швейцарія

Друга група
- Японія
- Китай
- Сомалі
- Словаччина
- Латвія
- Велика Британія

## Турнір А
Виходять у півфінал       Боротьба за вихід у півфінал

### Підгрупа А
| Місце | Збірна    | І | В | Н | П | М    | +/- | Очки | %     |
| ----- | --------- | - | - | - | - | ---- | --- | ---- | ----- |
| 1     | Швеція    | 3 | 3 | 0 | 0 | 34:5 | +29 | 6    | 100 % |
| 2     | Росія     | 3 | 2 | 0 | 1 | 29:9 | +20 | 4    | 67 %  |
| 3     | Фінляндія | 3 | 1 | 0 | 2 | 11:9 | +2  | 2    | 33 %  |
| 4     | Казахстан | 3 | 0 | 0 | 3 | 2:53 | -51 | 0    | 0 %   |

Пояснення. І-ігри, В-виграші, Н-нічиї, П-поразки, М-м'ячі, + / — - різниця забитих і пропущених м'ячів,% -відсоток очок.